# Cirurgia oral i maxil·lofacial

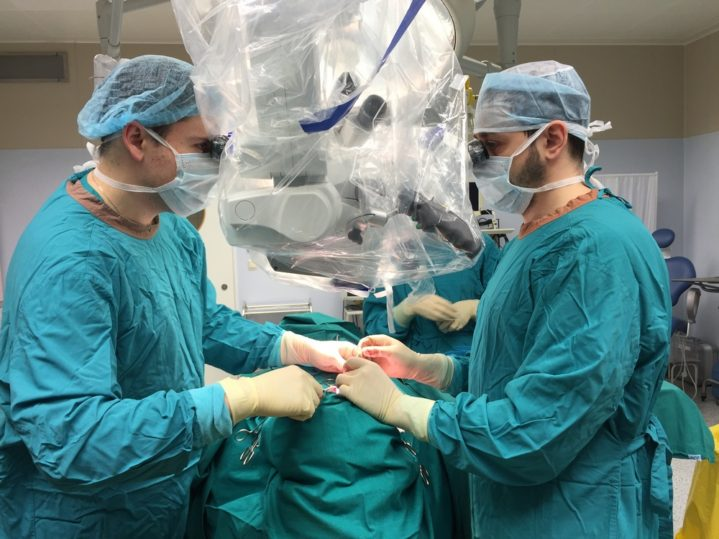
Metges del Departament de Cirurgia Maxil·lofacial número 53 de l'Hospital Botkin durant una operació.

La cirurgia oral i maxil·lofacial és l'especialitat de la medicina encarregada del diagnòstic, prevenció i tractament de les patologies bucals. En determinats països (entre ells Espanya), el seu exercici està realitzat per metges especialistes en cirurgia oral i maxil·lofacial, amb coneixements i habilitació per a exercir també l'odontoestomatologia.